# Taddeo Alderotti
Taddeo Alderotti, o Alderotto (Firenze, 1215 – Bologna, 1295), è stato un medico e anatomista italiano, considerato il più celebre medico del Medioevo, tanto da meritarsi due citazioni da parte di Dante: nel Paradiso (XII, 83) e, in modo dispregiativo, nel Convivio (I, X, 10: «come fece quelli che transmutò lo latino de l'Etica - ciò fu Taddeo ipocratista - providi»).

## Biografia
Scienziato e filosofo erudito, scrisse per l'amico e protettore Corso Donati, uno dei primi testi di medicina in lingua volgare, il Della conservazione della salute (o Libello per conservare la sanità: con una ricetta inedita).
Taddeo Alderotti insegnò all'Università di Bologna dal 1260, applicando, durante le sue lezioni di medicina, un innovativo metodo scolastico. Taddeo Alderotti iniziava la lezione con una lectio o expositio di un passo tratto da un testo autorevole (di Ippocrate, Galeno, Avicenna, ecc.). Procedeva poi per quaestiones con riferimento alle quattro cause aristoteliche: causa materiale (la materia della trattazione), causa formale (la sua forma espositiva), causa efficiente (l'autore dell'opera), causa finale (il fine o lo scopo dell'argomento prescelto). A questo punto il maestro formulava una serie di dubia, cui facevano seguito i momenti euristici della disputatio ed, infine, della solutio. 
Taddeo Alderotti all'ateneo bolognese ebbe come discepoli il celebre anatomista Mondino de Luzzi ed il medico Bartolomeo da Varignana.